# Hir Jamus Kabir
Hir Jamus Kabir (tiếng Ả Rập: حير جاموس كبير) là một ngôi làng Syria nằm ở Salqin Nahiyah ở huyện Harem, Idlib. Theo Cục Thống kê Trung ương Syria (CBS), Hir Jamus Kabir có dân số 833 trong cuộc điều tra dân số năm 2004.